# 크로이소스

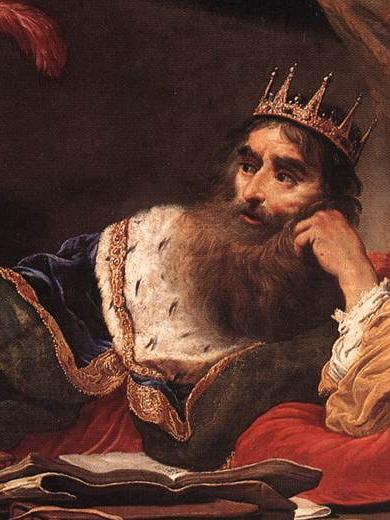
크로이소스

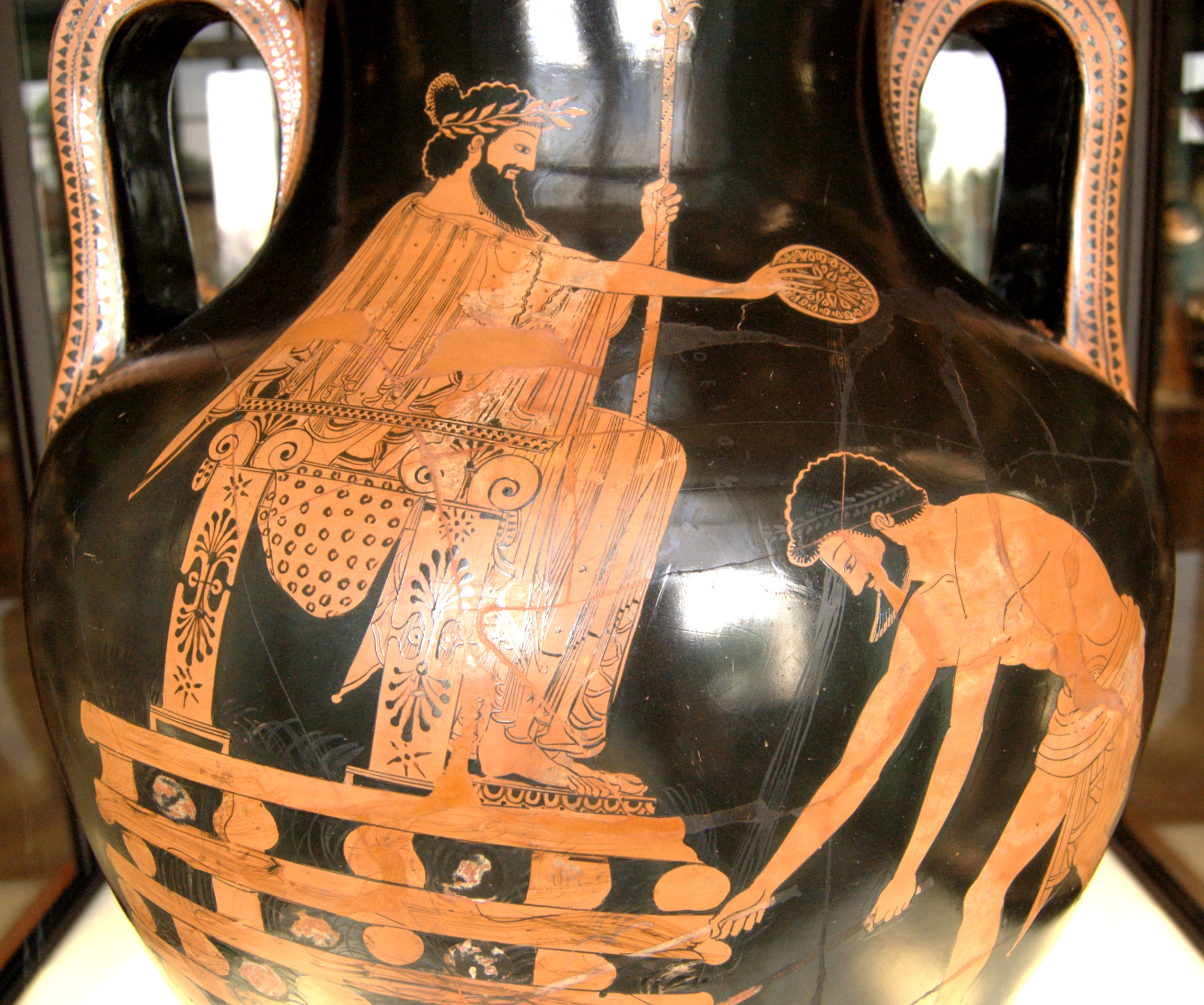
피레의 크로이수스, 붉은 항아리.
(기원전 500년~기원전 490년, 루브르 박물관)

크로이소스(고대 그리스어: Κροῖσος, 기원전 595년 ~ 기원전 547년?)는 기원전 560년부터 리디아의 마지막 왕이었다. 그는 기원전 547년 페르시아 제국에 전쟁을 일으켰다가 패하여 떠돌이가 되었다. 크로이소스의 패배는 그리스에 심대한 문화적인 충격을 주었는데, 적어도 기원전 5세기 말경까지는 크로이소스는 신화적인 인물이다. 그는 연대기의 전통적인 제약의 바깥 즉 여러 나라의 연대기에 동시에 나와 있었다.
크로이소스는 그 엄청난 부로도 잘 알려져 있었으며, 헤로도토스나 파우사니아스는 델포이에 있던 크로이소스의 시주품에 대해서 기록하였다. 그리스어와 페르시아어에서 ‘크로이소스’의 이름은 ‘부자’와 동의어가 되었다. 거기다 현대 유럽계 언어에서 ‘크로이소스’는 큰 부자의 대명사이고, 영어에서는 ‘크로이소스만큼이나 부유한’(rich as Croesus) 또는 ‘크로이소스보다 더 부자인’(richer than Croesus)라는 관용구가 있다. 또한 최초의 공인 통화 체계와 화폐 제도를 발명한 것이 크로이소스라고 말하기도 한다.

## 생애

### 신화적 기록
J. A. S. 에반스는 “5세기에 크로이소스는 연대기 범위 밖에 있는 신화적 인물이었다”고 말했다. 크로이소스에 대한 고전문학은 바킬리데스와 장작 산의 크로이소스의 시를 제외하고 3가지가 있다. 헤로도토스의 《역사》에 있는 크로이소스의 이야기는 리디아 인의 전승에 근거한 것이라고 한다. 〈솔론과의 대화〉 (1.29-33), 〈아들 아테에스(Atys)의 비극〉 (1.34-45),〈 크로이소스의 몰락〉 (1.85-89) 등이 적혀있다. 크세노폰의 〈키루스 교육〉 7.1에서는 크로이소스의 사례가 있다. 크테시아스 〈잃어버린 책〉(호티오스에 의한 약간의 요약이 남아 있다) 중 키루스 2세에 대한 찬사 중에도 크로이소스에 대한 언급이 있다.

### 어린 시절

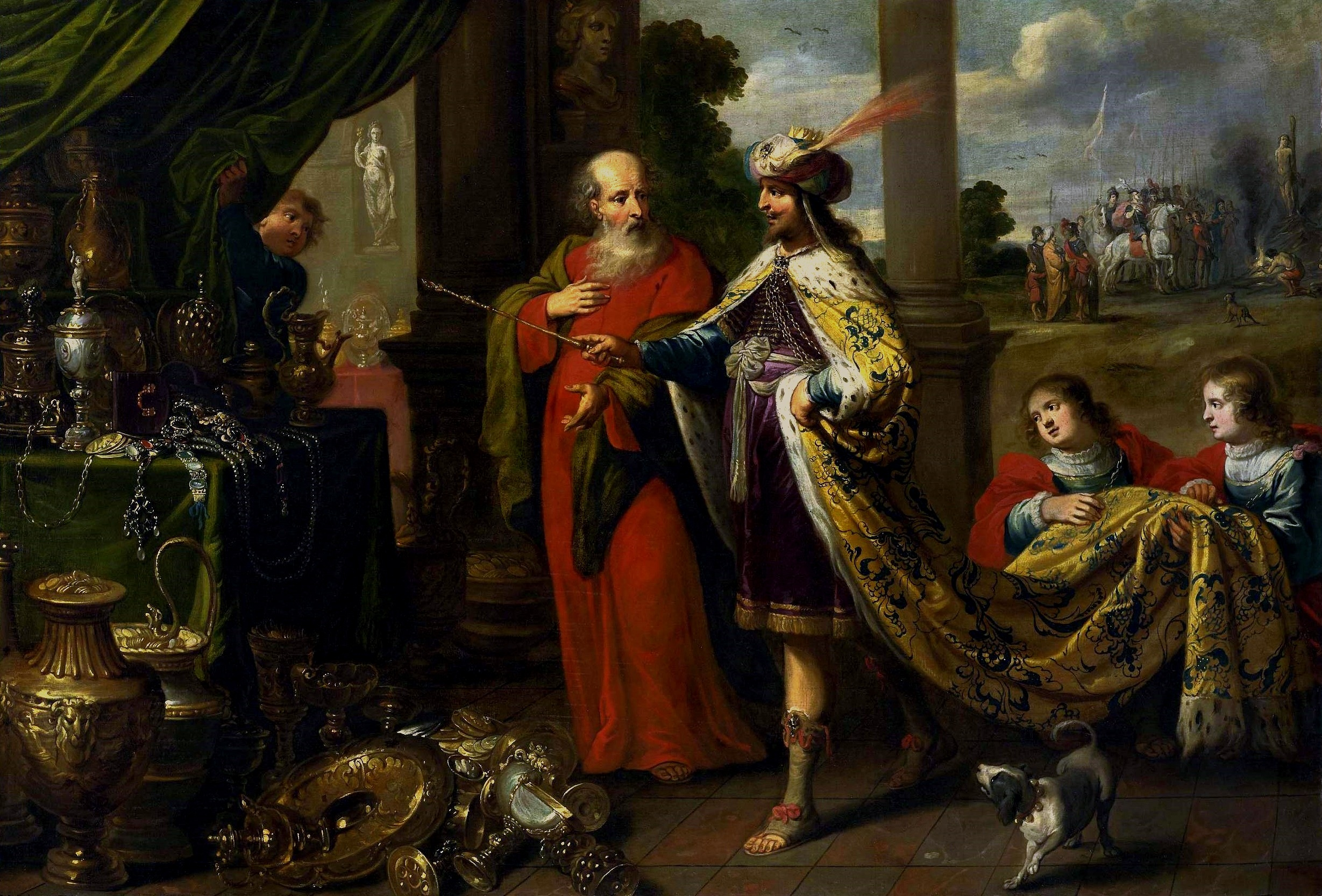
솔론에게 보물을 보여주는 크로이소스, 유화

헤로도토스에 따르면, 크로이소스는 기원전 595년경에 리디아 왕 알리아테스 2세의 아들로 태어났다. 기원전 560년 아버지 알리아테스 2세의 사후, 리디아 왕이 된 크로이소스는 에페소스를 시작으로 이오니아와 아이올리스의 그리스 도시 국가를 차례로 정복해 할뤼스 강(지금의 터키 키질이므마크 강) 서쪽 대부분을 리디아에 합병했다. 그 후 해군을 육성해 섬까지 정복하려고 했지만 어떤 그리스 현자(기록에 따르면 비아스 혹은 핏타코스라고 한다)의 설득으로 포기한다.(1권 26~28장)
전설에 따르면 그리스의 현인들이 크로이소스를 자주 방문했는데 어느날 솔론이 리디아의 수도 사르테이스를 방문했고 크로이소스는 자신의 막대한 부를 보여주고는 부와 행복을 보유한 크로이소스 자신보다 세상에서 가장 행복한 사람이 누구냐고 물었다. 이에 솔론은 크로이소스보다 먼저 죽어버린 아테나의 텔로스, 클레오비스와 비톤이 더 행복한 사람이라고 주장하며 금보다 소중한 것이 있고, 죽을 때까지 지금의 행복이 계속된다고는 할 수 없다고 부정했다. 솔론의 말처럼, 이후 크로이소스에게 불운이 차례로 덮친다.(다만 시간적으로 맞지 않아 후대의 창작으로 추정된다)(1권 29~33장)

### 신탁과 전쟁
크로이소스에게는 아들이 2명 있었는데 이 중 건강했던 아테에스를 (다른 한 아들은 벙어리었다고 한다) 후계자로 생각해 혼례를 준비하고 있었다. 그러나 미시아의 올림포스 산(현재의 울루 산)에서 난동을 피우던 멧돼지를 사냥 중에, 프뤼기아의 망명 왕족인 아도라스토스(형을 죽인일로 추방당했다.)가 던진 창이 과녁을 빗나가 아들 아테에스가 맞아 사망해버렸다. 전설에 따르면 아들이 죽기전 크로이소스는 아들 아테에스가 창에 찔려 죽는 꿈을 꾸고는 빨리 혼인을 준비하고 전쟁출전도 막고 무기마저 다 숨겨두었지만 무기가 없는 멧돼지에게는 죽지 않을거라 생각해 사냥을 허가해줬다고 한다. 아도라스토스가 스스로 처벌을 요구했지만 크로이소스는 예언된 운명이었다며 아도라스토스를 용서한다. 그러나 아도라스토스는 아테에스의 장례식에서 자살한다.(1권 34~45장)
크로이소스는 2년간 그 슬픔에 잠겨 있었지만, 이번에는 키루스 2세가 이끄는 페르시아 제국이 메디아 왕국을 합병하는등 날로 성장해가자, 크로이소스는 자신의 매부였던 메디아 국왕 아스튀아게스의 복수도 겸해 군대를 모으고 헬라스(그리스)의 라케다이몬(스파르타)등과 동맹을 맻는 등 페르시아와 전쟁을 준비한다. 출병직전에는 산다니스라는 사람이 페르시아를 점령해도 실익이 없다며 전쟁을 반대했지만 크로이소스는 이 조언을 묵살하고 출병한다.
전설에 따르면 크로이소스는 전쟁을 앞두고 헬라스(그리스)와 리뷔에(북아프리카) 지역의 여러 신탁소에서 계시를 받으려 했다. 만족할만한 신탁을 좀처럼 없자 엄청난 공물을 바치며 신탁을 기다리던 중 어느날 헬라스의 델포이와 리뷔에의 신탁소에서 만약 크로이소스가 페르시아와 싸우면 대국이 멸망할 것이라며, 가장 강력한 헬라스 국가를 찾아내어 동맹으로 맺으라는 내용의 비슷한 신탁이 나왔고, 크로이소스는 그 ‘대국’을 페르시아라고 해석하고 기뻐했다. 한편 '노새가 메디아의 왕이 되면 뤼디아인들은 헤르모스강으로 도망가라'는 내용의 신탁도 있었지만 크로이소스는 노새가 메디아의 왕이 될리는 없다며 그 신탁을 가볍게 여겼다. 크로이소스는 페르시아와의 전쟁 전에 신탁에 따라 동맹을 맻을 가장 강력한 헬라스 국가를 찾기 시작했다. 당시 헬라스(그리스)에서 가장 강성했던 국가는 아테나이(아테나)와 라카다이몬(스파르타)였는데, 동맹을 찾을 당시 아테나이는 페이시스트라토스의 내전을 겪는 상황이라 크로이소스는 라케다이몬을 가장 강력한 헬라스 국가로 보고 동맹사절을 보냈고 라케다이몬은 과거 크로이소스가 아폴론의 신상제작을 지원해준 일과 자신들을 가장 강력한 헬라스 국가로 인정해준 것에 기뻐하며 크로이소스와 동맹을 맻는다.(1권 46장~70장) 그 신탁은 아테네가 그리스 최강의 나라임을 보여주려고 한 것이었지만 크로이소스가 이를 잘못해석했다는 주장도 있다(출처필요) 그리고 정작 크로이소스가 멸명하고 키루스는 크로이소스를 묶었던 족쇄를 델포이에 공물로 바치며 엉터리 신탁으로 전쟁을 부추긴 것을 조롱하자, 델포이의 신녀들은 크로이소스는 누가 멸망할 것인지를 묻지 않았으며, 원래 선조의 왕위강탈로 멸망할 운명을 아폴론을 잘섬겨서 몇년간 늦췄다고 오만 변명을 했다고 한다.(1권 90~91장)
기원전 547년 크로이소스가 직접 이끄는 리디아 군대는 아나톨리아 중심부의 하류스강(키질이르마크강)을 건너 프테리아의 페르시아 제국 도시를 공격해 함락시킨다. 이에 키루스가 대군을 모아 반격하자 군사가 적었던 크로이소스는 수도 사르데이스로 후퇴한다. 후퇴한 크로이소스는 동맹을 맻어둔 라케다이몬과 아이큅토스(이집트)의 아마시스 2세, 바빌론(신바빌로니아 제국)의 나보니두스에게 지원군을 요청했고 이 동맹군들은 4개월뒤 봄에 집결하기로 약속을 받는다. 그리고 당시에는 겨울에 전쟁을 잘 하지 않았기 때문에 페르시아의 반격을 예상하지 못하고 리디아의 군대를 해산시켰는데, 키루스는 크로이소스가 겨울을 나기위해 군대를 해산시킨것을 파악하고는 크로이소스의 동맹군이 집결하기 전에 리디아의 수도 사르디스를 공격한다. 키루스의 반격에 크로이소스도 급하게 말기병을 모아 대응했지만 키루스는 낙타기병으로 반격하자 말들이 낙타에게 냄새에 놀라서 흩어져 버려 리디아 군은 대패했고, 사르디스 성으로 도망쳐 14일동안 버텼지만 결국 사르디아가 함락되고 크로이소스는 키루스의 포로가 되었다. 전설에는 사르데이스가 함락될 때 페르시아 병사가 국왕 크로이소스를 못알아보고 죽이려고 다가왔는데 이때 크로이소스에게 박대받던 벙어리인 아들이 이를 보고는 처음으로 말문이 열려 '크로이소스를 죽이지 마라'고 소리를 질렀고 이 덕에 크로이소스가 살 수 있었다고 한다.(1권 73~85장)

### 전후
기원전 546년 크로이소스는 수도 사르데이스가 함락되어 키루스의 포로로 잡힌다. 그러나 키루스는 포로 크로이소스를 자신의 옆에 앉히며 우대했고, 크로이소스는 키루스에게 약탈품으로 반란을 일으킬 수 있다며 조언하며 약탈품의 1/10을 제우스에게 바치는 공물 명목으로 압수할 것을 조언했고 키루스는 이 조언을 따랐다고 한다.(1권 88~89장)
전설에 따르면 크로이소스는 가족과 함께 키루스에 준비해둔 거대한 화장용 장작더미 위에 올라가 장작에 불이 붙여졌다. 이때 크로이소스는 이전 솔론이 말한 것을 상기했다. 그리고 크로이소스는 울면서 아폴론의 이름을 외치며 기원했다. 그러자 맑은 하늘에 구름이 모여 갑자기 폭우가 내리기 시작하면서 장작불을 껐다라고 헤로도토스가 기록하고 있지만(1권 86장), 시라쿠사 왕 히에론 1세( Hiero I of Syracuse)의 기원전 468년 올림피아에서 전차경주에서 우승 축하를 위해 만들어진 바킬리데스의 송가에서는 크로이소스가 불에 휩싸이기 직전 아폴론에 의해 히페르보레이오스의 땅으로 끌려간 것으로 되어 있다. 이러한 행운으로 키루스에 의해 크로이소스는 목숨을 건지게 되었다.(1권 86~87장)
크로이소스가 언제 죽었는지는 불명확하다. 전통적으로 키루스 2세의 정복 이후인 기원전 547년으로 알려져 있다. 나보니두스 연대기에는 키루스 2세가 그 나라에 진군하여 그 왕을 죽이고, 멸망시켰다고 나와 있다. 그 나라를 나타내는 설형문자 ‘LU’로 추측되는 국가가 리디아이고, 왕은 크로이소스일 것이라고 생각되어 왔다. 그러나 J. 카길은 정말 ‘LU’라고 쓰여져 있는 지 알아내기보다 그렇게 있어 달라는 희망에 근거한 것이라고 지적한다. J. Oelsner와 R. Rollinger는 "Ú"는 우라르투(아카드어: Urarṭu)를 가리킨다고 해석했다. 그러나 J. A. 에반스는 헤로도토스의 역사 뿐만 아니라 나보니두스 연대기도 신뢰할 수 없다고 말하고 있다.